# Corporación de Radio y Televisión Qazaqstan
La Corporación de Radio y Televisión Qazaqstan (en kazajo: «Қазақстан» РТРК» АҚ; "Qazaqstan" RTRK" AQ) es una de las empresas de medios de comunicación más importantes en Kazajistán. Esta dispone de tres canales de televisión: (Qazaqstan, Qazsport y Balapan) y cuatro emisoras de radio (Qazaq Radiosy, Shalkar, Astana y Classic). Además, hay quince canales de televisión regionales que son propiedad de la corporación.

## Historia
La primera emisora de radio de Kazajistán fue Qazaq Radiosy, lanzada en 1922, mientras que el primer canal de televisión empezó a retransmitir en 1958. Estos dos y otros muchos canales y emisoras radiofónicas pasaron más tarde  a formar parte de la Corporación de Radio y Televisión Qazaqstan.
La corporación es propiedad del Estado de Kazajistán. Las emisiones televisivas y radiofónicas de esta están disponibles para el 98,63% de la población del país, así como para los residentes de países vecinos (Rusia, Mongolia, China, Kirguistán y Uzbekistán).

## Servicios

### Televisión
- Qazaqstan: es el primer canal de televisión nacional de Kazajistán y su programación es generalista. La primera emisión tuvo lugar en 1958. Desde el 1 de septiembre de 2011, Qazaqstan emite exclusivamente en kazajo.
- Balapan: es un canal de televisión nacional destinado a los niños. Balapan empezó a retransmitir el 27 de septiembre de 2010.
- Qazsport: es un canal dedicado en la programación deportiva. Fue oficialmente lanzado el 1 de julio de 2013.

### Radio
- Qazaq Radiosy: El 29 de septiembre de 1921, el gobierno soviético decidió establecer una emisora de radio para el pueblo kazajo. Así, en octubre de 1921, las emisiones empezaron desde la localidad rusa de Oremburgo, que era la capital de la República Autónoma Socialista Soviética de Kirguistán (Kazajistán) en aquellos momentos. El 23 de marzo de 1927, empezó la programación en kazaja por primera vez. Hoy, las emisiones están disponibles en kazajo, ruso, alemán, coreano, uigur, azerí, turco y tártaro.
- Radio Shalqar: retransmite durante 18 horas al día y lo hace exclusivamente en kazajo.
- Radio Astana: es una emisora de radio informativa y musical. Esta empezó a retransmitir el 19 de enero de 1999.
- Radio Classic: es la primera emisora radiofónica de música clásica en Kazajistán. Esta es operada por la Corporación de Radio y Televisión Qazaqstan y el Conservatorio Nacional Kazajo Kurmangazy en conjunto. La estación empezó a retransmitir el 6 de junio de 2011.